# Sharp
Sharp Corporation (シャープ株式会社 Shāpu Kabushiki-gaisha?) (TYO: 6753 ) este o firmă japoneză producătoare de produse electronice. Își are numele de la unul din primele produse inventate de fondator, Tokuji Hayakawa, creionul mecanic Ever-Sharp („mereu ascuțit”) în 1915.
Printre produsele firmei pot fi menționate: primul calculator cu tranzistori (1964), primul calculator cu ecran cu cristale lichide (1973), primul telefon mobil cu cameră foto a fost produs de Sharp (2000). 
În 2007, Sharp a cumpărat majoritatea acțiunilor firmei Pioneer.
Sharp a produs 2 modele de telefoane mobile cu sistemul de operare Kin, produs de Microsoft. Acestea au fost vândute în S.U.A.